# Isus din Nazaret (miniserial)

Robert Powell în rolul lui Iisus din Nazareth

Isus din Nazaret, Iisus din Nazareth (original în italiană Gesù di Nazareth, engleză Jesus of Nazareth) este un miniserial de televiziune, de șase ore și șaisprezece minute, realizat de Franco Zeffirelli în anul 1977.
Filmul prezintă nașterea, activitatea, procesul, moartea și învierea lui Isus din Nazaret, așa cum sunt narate de Noul Testament.
Difuzat pentru prima oară în Duminica Floriilor și a Sfintelor Paști din anul 1977, filmul a fost redifuzat în fiecare an la televiziune. Produs de Lew Grade, filmul a fost scris de Franco Zeffirelli și Suso Cecchi d'Amico. 
În România, filmul a circulat înainte de căderea comunismului pe casete video, iar după evenimentele din decembrie 1989, a fost transmis la televiziune, în fiecare an.
Realizat la cererea papei Paul al VI-lea, acest film a avut un mare succes și a fost tradus în numeroase limbi.

## Povestea
Scenariul acestui film se bazează pe amestecarea narațiunilor celor patru evanghelii canonice ale Noului Testament, un fel de "Evanghelie a armoniei". Episoadele familiare creștine sunt prezentate cronologic: logodna și mai târziu căsătoria dintre Maria și Iosif, Buna Vestire, Vizitarea Elisabetei de către Maria, circumcizia lui Ioan Botezătorul, Nașterea lui Isus; circumcizia lui Isus; Recensământul lui Quirinius; fuga în Egipt și sacrificarea inocenților, intrarea lui Isus în Templu, Botezul lui Isus, femeia prinsă în adulter; ajutorul dat de Isus lui Petru pentru a prinde pește; Pilda Fiului Risipitor (Luca 15: 11-32); un dialog între Isus și Baraba (non-biblic); petrecerea dată la cina lui Matei, Predica de pe Munte; dialogul cu Iosif din Arimateea, vindecarea orbului din Betsaida, învierea lui Lazăr (Ioan 11:43); hrănirea celor cinci mii; intrarea în Ierusalim, distrugerea tarabelor din Templu, Cina cea de Taină, trădarea lui Isus de către Iuda; negarea lui Hristos de către Petru de trei ori, judecata lui Isus de către Pilat (Ecce Homo); Patimile lui Isus (Ioan 18-19; inclusiv Agonia din gradină); purtarea Crucii, Răstignirea lui Hristos (Nicodim recită din Isaia 53:3-5 în timp ce se uită neputincios la răstignirea lui Mesia), descoperirea mormântului gol și arătarea lui Hristos cel Înviat discipolilor săi. Povestea filmului se încheie cu caracterul non-biblic Zerah care se uită disperat la mormântul gol împreună cu tovarășii săi. Zerah se plânge: „Acum începe. Totul începe.”

## Distribuția
- Robert Powell: Isus din Nazaret
- Olivia Hussey: Maria din Nazaret
- Anne Bancroft: Maria Magdalena
- Ernest Borgnine: centurionul roman
- Claudia Cardinale: Femeia adulteră
- Valentina Cortese: Irodiada
- James Farentino: Simon Petru
- Ian Holm: Zerah
- James Earl Jones: Balthazar
- Stacy Keach: Barabbas
- James Mason: Iosif din Arimateea
- Ian McShane: Iuda Iscarioteanul
- Laurence Olivier: Nicodim
- Donald Pleasence: Melchior
- Christopher Plummer: Irod Antipa
- Anthony Quinn: Caiafa
- Fernando Rey: Gaspar
- Rod Steiger: Pilat din Pont
- Peter Ustinov: Irod cel Mare
- Michael York: Ioan Botezătorul
- Tony Lo Bianco: Quintilius
- Yorgo Voyagis: Iosif
- Regina Bianchi:  Ana
- Cyril Cusack: rabinul Iehuda
- Ralph Richardson: Simeon
- Marina Berti: Elisabeta
- Maria Carta: Marta

## Locuri de filmare
- Monastir (Tunisia)
- Sousse (Tunisia)
- Ouarzazate (Maroc)
- Libia

## Abateri de la textul biblic
În general scenariul redă fidel textul biblic, dar Zeffirelli a făcut unele modificări pentru a îmbunătăți calitatea exprimării sau pentru continuitate narativă a filmului. Unele dintre aceste abateri se bazează pe unele tradiții extra-biblice (de exemplu pe o tradiție care spune că Iisus a fost vizitat de trei regi, în timp ce Biblia îi numește magi sau astrologi dar nu precizează exact câți au fost):
„Iar dacă S-a născut Iisus în Betleemul Iudeii, în zilele lui Irod regele, iată magii de la Răsărit au venit în Ierusalim [...] Și intrând în casă, au văzut pe Prunc împreună cu Maria, mama Lui, și căzând la pământ, s-au închinat Lui; și deschizând vistieriile lor, I-au adus Lui daruri: aur, tămâie și smirnă.”—Matei 2:2, 2:11
Fraza pe care în film Isus i-o spune lui Iuda, „Deschide-ți inima, nu mintea” nu apare în Biblie.